# Christine Panjaitan
Christine Panjaitan (ur. 23 grudnia 1960 w Dżakarcie) – indonezyjska piosenkarka.
Okres jej największej popularności przypadł na lata 80. XX wieku, kiedy to wypromowała szereg przebojów krajowej sceny muzycznej. Zasłynęła wykonaniami piosenek stworzonych przez Rinto Harahapa, a szerszy rozgłos zdobyła dzięki utworowi „Katakan Sejujurnya”. Wykonywała także utwory chrześcijańskie: „Wonderful Day”, „Tinggal Sertaku”, „Di Malam Sunyi Bergema”.
Zagrała w kilku filmach: Sejoli Cinta Bintang Remaja (1980), Seindah Rembulan (1980), Detik-detik Cinta Menyentuh (1981).
Studiowała filologię chińską na Uniwersytecie Indonezyjskim. Przez dwa lata wykładała na Universitas Padjadjaran.